# 티미랴젭스카야역 (세르푸홉스코 티미랴젭스카야선)
티미랴젭스카야역(러시아어: Тимиря́зевская)은 모스크바 지하철 세르푸홉스코 티미랴젭스카야 선의 역이다.

## 역사
티미랴젭스카야 역은 1991년 3월 1일에 개장했다.

## 지리
티미랴젭스카야 역은 드미트롭스키 대로와 가까운 자리에 자리잡고 있다.